# 詹姆斯·杰特
詹姆斯·杰特（英語：James Jett，1970年12月28日—），美国男子田径运动员，主攻短跑。他曾代表美国参加1992年夏季奥林匹克运动会田径比赛，获得男子4×100米接力金牌。